# Gomphia barberi
Gomphia barberi là một loài thực vật có hoa trong họ Ochnaceae. Loài này được Manickam & Murugan mô tả khoa học đầu tiên năm 2006.